# Eupen

Eupens vapen.

Eupens läge inom provinsen Liège.

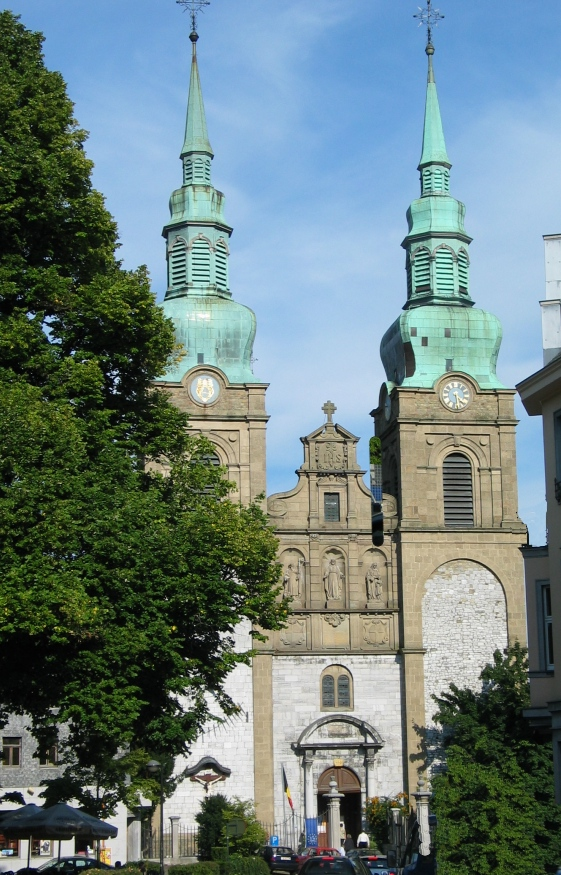
St. Nikolaus kyrka.

Eupen är en stad i Ardennerna i provinsen Liège i regionen Vallonien i Belgien. Eupen har cirka 18 040 invånare (2004). I oktober 1795 inkorporerades Eupen i Frankrike. Vid Wienkongressen 31 maj 1815 tillföll staden Preussen och hamnade 1871 i det enade Kejsardömet Tyskland men avträddes i och med Versaillesfreden 1919 till Belgien tillsammans med staden Malmedy.
Staden ligger ungefär 16 kilometer från Aachen och 45 kilometer från Liège och Maastricht. Invånarna är till ungefär 90 procent tyskspråkiga. Eupen är huvudort i den tyskspråkiga gemenskapen i Belgien.

## Sevärdheter
I staden:
- innerstaden med patriciervillor från 1700-talet av Laurenz Mefferdatis och Johann Joseph Couven
- St. Nikolaus-kyrkan av Laurenz Mefferdatis med högaltaret av Johann Joseph Couven
- det historiska Werth-torget
- det historiska marknadstorget
- den historiska Gospert-gatan
- fabriksbyggnader i barockstil av arkitekten Johann Conrad Schlaun
- chokladmuseet

I närheten:
- vattenreservoar för floden Vesdre, den största i Belgien
- landskapet Hohe Venn med naturcentrum Botrange med många möjligheter för vandring och skidåkning
- vattenreservoaren Gileppe

## Historia
- 1213, första omnämnandet av orten Eupen och dess Nikolauskapell.
- 1288, genom slaget vid Worringen faller hela hertigdömet Limburg under Johan I av Brabant.
- 1387, Brabant och Limburg går till huset Burgund. Under kriget blev Eupen nedbränt.
- 1477, Eupen och hertigdömet går till de österrikiska habsburgarna.
- 1544, kejsar Karl V ger staden rättighet att genomföra fria marknadsdagar.
- 1554, Eupen blir känt för handeln med tyg och spik.
- 1555, Eupen går till de spanska habsburgarna
- 1565, en protestantisk rörelse etablerar sig i staden.
- 1582, staden blir nedbränd av nederländska legosoldater.
- 1627, staden har 700 hushåll med över 2000 vuxna personer.
- 1635, på grund av svarta döden minskar befolkningen.
- 1648, Eupen får egen domstol.
- 1674, staden får ett sigill och stadsrättigheter.
- 1680, en manufaktur för fina tyger etablerar sig.
- 1713, staden går tillbaka till de österrikiska habsburgarna.
- 1783, inrättande av en handelskammare.
- 1794, staden faller under fransk överhöghet.
- 1815, efter Wienkongressen tillhör Eupen Rhenprovinsen i kungariket Preussen.
- 1864, staden tilldelas ett stadsvapen.
- 1920, genom Versaillesfreden kommer Eupen till Belgien. Fram till 1925 var staden en del av ett område som var underställt guvernören Herman Baltia.
- 1940, Tredje riket annekterar området Eupen.
- 1945, Belgiens befrielse.
- 1983, Eupen blir sätet för den första regeringen för den tyska gemenskapen i Belgien.